# Proculo Giulio
Proculo Giulio (Alba Longa, 776 a.C. – Roma, 713 a.C.) è stato un giovane di Alba Longa appartenente alla nobile Gens Iulia, della quale sarebbe il più antico esponente conosciuto.
La sua presenza così come attestata dallo storico Tito Livio dimostrerebbe l'origine albana (e quindi Troiana) della Gens Iulia, nonché la sua coevità alla fondazione di Roma e la sua probabile inclusione nel gruppo delle cento Gentes originarie.
Secondo il racconto di Tito Livio, Proculo Giulio era un antico compagno di Romolo, che riferì all'assemblea dei romani di avere avuto una visione dell'amico (dopo la sua misteriosa scomparsa), in cui Romolo gli aveva predetto il grande destino di Roma, e spiegato la sua dipartita con la volontà degli dèi, desiderando di venire onorato da allora in poi come dio protettore di Roma, con il nome di Quirino.
Ad avviso di alcuni critici l'attendibilità storica di Proculo Giulio sarebbe dubbia, in quanto Tito Livio avrebbe voluto avvalorare con il suo racconto l'origine eneade, e quindi divina della Gens Iulia, in ossequio al potere di Ottaviano Augusto.